# Gilles Reboul
Gilles Reboul (* 15. April 1969 in Bourg-en-Bresse) ist ein ehemaliger französischer Triathlet und zweifacher nationaler Meister (1999 Mitteldistanz, 2001 Langdistanz).

## Werdegang
Reboul fing 1986 mit dem Triathlon-Sport an, nachdem er in seiner Jugend im Schwimm- und Tauchsport aktiv war. 1998 startete er erstmals bei der ITU-Weltmeisterschaft auf der Langdistanz und belegte in Japan den achten Rang.
1999 wurde er Nationaler Meister auf der Triathlon-Mitteldistanz.

### Sieger Triathlon International de Nice 2001
Im September 2001 konnte er auf der Langdistanz in Nizza den „Triathlon International de Nice“ (Vorgängerveranstaltung des Ironman France: 3 km Schwimmen, 120 km Radfahren und 32 km Laufen) gewinnen und wurde damit Staatsmeister.
2002, 2004 und 2006 wurde er mit der französischen Mannschaft Triathlon-Weltmeister sowie 2008 auch Europameister auf der Langdistanz. 2012 wurde er Champion de France Masters. Im Juni 2013 wurde Gilles Reboul Vize-Weltmeister auf der Triathlon-Langdistanz in der Altersklasse 40–44. Seit 2013 tritt er nicht mehr international in Erscheinung.
Gilles Reboul lebt mit seiner Frau  und drei Kindern in Dijon.

## Sportliche Erfolge
| Datum/Jahr    | Rang | Wettbewerb                | Austragungsort | Zeit | Bemerkung |
| ------------- | ---- | ------------------------- | -------------- | ---- | --------- |
| 21. März 2004 | 3    | Ironman 70.3 South Africa | Buffalo City   |      |           |

| Datum/Jahr    | Rang | Wettbewerb                                           | Austragungsort | Zeit     | Bemerkung |
| ------------- | ---- | ---------------------------------------------------- | -------------- | -------- | --- |
| 1. Juni 2013  | 2    | ITU Long Distance Triathlon World Championship 40–44 | Belfort        | 04:36:10 | Vize-Weltmeister auf der Triathlon-Langdistanz in der Altersklasse 40–44.                                                     |
| 8. Sep. 2013  | 24   | Ironman Wales                                        | Pembrokeshire  | 10:20:24 | |
| 19. Mai 2013  | 15   | FRA Long Distance Triathlon National Championships   | Calvi          | 04:27:38 | |
| 15. Aug. 2012 | 10   | Embrunman                                            | Embrun         |          | |
| 19. Mai 2012  | 13   | FRA Long Distance Triathlon National Championships   | Calvi          | 04:32:36 | Französische Meisterschaft auf der Mitteldistanz im Rahmen des Corsica Tri (3 km Schwimmen, 80 km Radfahren und 20 km Laufen) |
| 2010          | 14   | Ironman France                                       | Nizza          | 09:20:02 | |
| 15. Aug. 2010 | 10   | Embrunman                                            | Embrun         | 10:46:04 | |
| 2009          | 6    | Embrunman                                            | Embrun         |          | |
| 15. Aug. 2008 | 5    | Embrunman                                            | Embrun         |          | |
| 24. Juni 2007 | 2    | Ironman France                                       | Nizza          |          | |
| 19. Nov. 2006 | 12   | ITU Long Distance Triathlon World Championships      | Canberra       | 06:13:56 | |
| 19. März 2006 | 7    | Ironman South Africa                                 | Port Elizabeth |          | |
| 2006          | 5    | Ironman France                                       | Nizza          |          | |
| 2006          | 7    | Embrunman                                            | Embrun         |          | |
| 15. Okt. 2005 | 39   | Ironman Hawaii                                       | Hawaii         |          | Weltmeisterschaft |
| 19. Juni 2005 | 3    | Ironman France                                       | Nizza          |          | |
| 2005          | 2    | Embrunman                                            | Embrun         |          | |
| 2005          | 4    | Ironman South Africa                                 | Port Elizabeth |          | |
| Okt. 2004     | 18   | Ironman Hawaii                                       | Hawaii         |          | Weltmeisterschaft |
| 26. Sep. 2004 | 3    | Triathlon International de Nice                      | Nizza          |          | |
| 15. Aug. 2004 | DNF  | Embrunman                                            | Embrun         | –        | |
| 3. Juli 2004  | 5    | ITU Long Distance Triathlon World Championships      | Säter          | 05:53:54 | |
| Okt. 2003     | 32   | Ironman Hawaii                                       | Hawaii         |          | |
| 2003          | 9    | ITU Long Distance Triathlon World Championships      | Ibiza          | 05:45:04 | |
| 21. Juni 2003 | 3    | Ironman France                                       | Nizza          |          | |
| 2003          | 5    | Embrunman                                            | Embrun         |          | |
| 16. Aug. 2002 | 2    | Embrunman                                            | Embrun         |          | |
| 5. Aug. 2001  | 11   | ITU Long Distance Triathlon World Championships      | Fredericia     | 08:42:29 | |
| 23. Sep. 2001 | 1    | FRA Long Distance Triathlon National Championships   | Nizza          | 06:28:22 | Nationaler Meister auf der Langdistanz beim Triathlon International de Nice                                                   |
| 18. Juni 2000 | 4    | ITU Long Distance Triathlon World Championships      | Nizza          | 06:27:37 | Weltmeisterschaft der International Triathlon Union (ITU) im Rahmen des Triathlon International de Nice                       |
| 2000          | 3    | Embrunman                                            | Embrun         |          | |
| 1999          | 1    | FRA Middle Distance Triathlon National Championships | Frankreich     |          | Nationaler Meister auf der Mitteldistanz                                                                                      |
| 5. Sep. 1998  | 8    | ITU Long Distance Triathlon World Championships      | Sado           | 06:00:07 | |

(DNF – Did Not Finish)